# Noctilio albiventris
Noctilio albiventris là một loài động vật có vú trong họ Noctilionidae, bộ Dơi. Loài này được Desmarest mô tả năm 1818.

## Hình ảnh

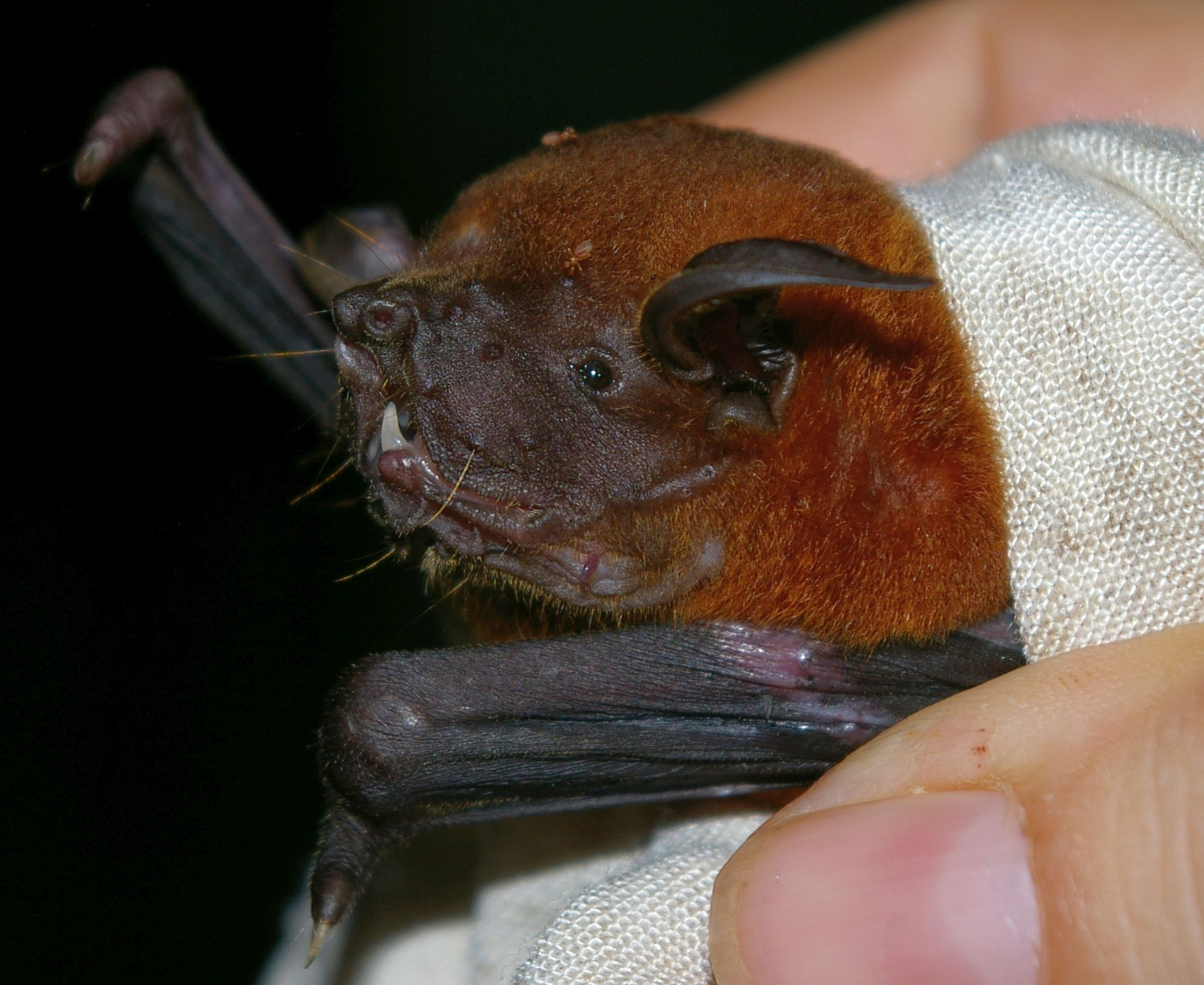